# テュレーン大学
- チューレン大学

座標: 北緯29度56分7秒 西経90度07分21秒 / 北緯29.93528度 西経90.12250度

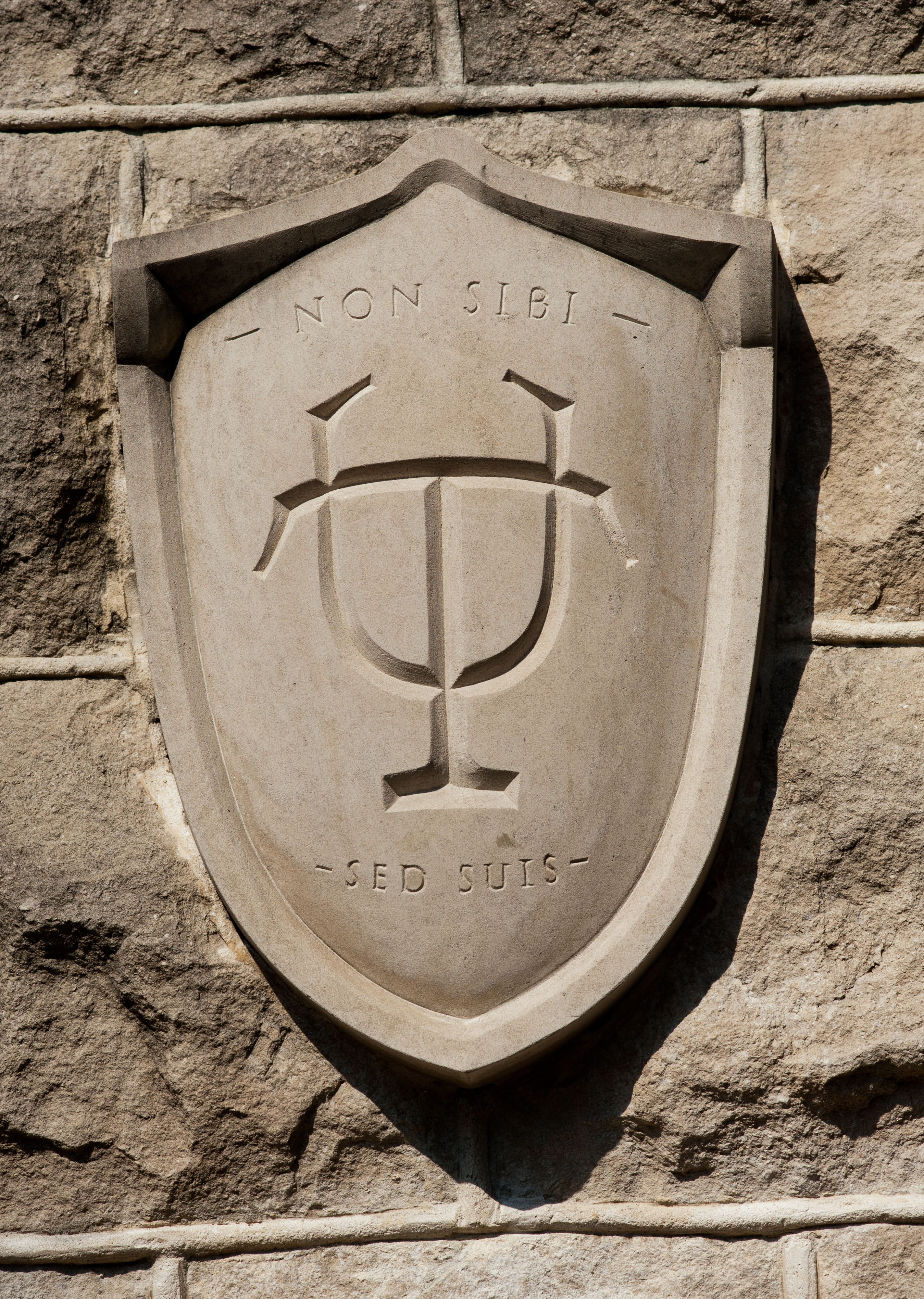
校章と校訓

テュレーン大学（テュレーンだいがく、Tulane University）は、アメリカ合衆国ルイジアナ州ニューオーリンズにある私立大学。
サザン・アイビー、ヒドゥン・アイビーに数えられる。またアメリカ大学協会に所属する。
日本語圏内では「チュレーン大学」とも記述されることもある。

## 沿革
19世紀のニューオーリンズは国際的な貿易港だったが、同時に海外からもたらされる黄熱病、マラリア、天然痘などのさまざまな病気に悩まされていた。この問題に対応するために1834年にルイジアナ医科大学がニューオーリンズで創立された。1847年には州立の総合大学であるルイジアナ大学（現在のルイジアナ大学やルイジアナ州立大学とは別）が設立され、ルイジアナ医科大学はその医学部になった。
南北戦争によって1861年に大学は閉鎖された。戦後の1865年に再開した。
一方、資産家のポール・テュレーン(1801-1887)は引退後にニューオーリンズの教育のために100万ドル以上の資金を拠出してテュレーン教育基金を設置した。基金の役員会は新しい教育機関を作るよりも現在のルイジアナ大学を支援すべきだとする判断を下し、1884年の州議会によって、ルイジアナ大学はテュレーン教育基金に譲渡されることになった。ここに私立のテュレーン大学が成立した。
2005年にはハリケーン・カトリーナのために一時的に閉鎖され、翌年再開した。

## 学業機関
公式サイトによる。ほかに多数の研究センターがある。

### 学部・大学院
- School of Architecture（建築学）
- A. B. Freeman School of Business（経営学）
- School of Liberal Arts（リベラル・アーツ）
- School of Professional Advancement（生涯学習）
- School of Public Health and Tropical Medicine（公共衛生と熱帯医学）
- School of Science and Engineering（理工学）

### 大学院のみ
- School of Law（法学）
- School of Medicine（医学）
- School of Social Work（ソーシャルワーク）

すべての学部生はテュレーン＝ニューカム・カレッジ(Tulane-Newcomb College)に所属する。本来は1886年に成立したソフィー・ニューカム・カレッジという女子大学だったが、2005年のハリケーン・カトリーナの被害にともなって構造改革が行われ、共学になった。

## キャンパス
テュレーン大学の主要部分はニューオーリンズのアップタウンにある。キャンパスは110エーカー（45ヘクタール）の広さがあり、89の建物がある。
それ以外に以下のキャンパスがある。
- F・エドワード・エベール研究センター（プラークミンズ郡ベルシャス近辺）
- 生涯学習の衛星キャンパス（ジェファーソン郡、ミシシッピ州ビロクシ、ミシシッピ州マディソン）
- ダウンタウンキャンパス。医学、公共衛生と熱帯医学、ソーシャルワークの各スクール、テュレーン・メディカルセンター、情報技術サービスがある。
- テュレーン国立霊長類研究センター（セントタマニー郡コヴィントン）[9]。

## 著名な出身者
- ルイ・イグナロ - 薬理学者、ノーベル生理学・医学賞を受賞。
- アンドルー・ウィクター・シャリー - 内分泌学者、ノーベル生理学・医学賞を受賞。
- マイカ・オーウィングス - プロ野球選手。
- ルイス・ギジェルモ・ソリス - コスタリカの大統領。
- ニュート・ギングリッチ - 政治家。
- ポール・マイケル・グレイザー - 俳優。
- ブランドン・ゴームス - プロ野球選手。
- デイヴィッド・H・バーガー - 海兵隊総司令官、海兵隊大将。
- ローレン・ハットン - 女優。
- マーク・ハミルトン - プロ野球選手。
- デビッド・ファイロ - Yahoo!の創業者のひとり。
- リッチー・ペティボーン - NFL選手、コーチ。
- ブライアン・ボグセビッチ - プロ野球選手。
- アーロン・ループ - プロ野球選手。
- イアン・ブレマー - 政治学者。
- ジョン・ケネディ・トゥール - 作家、ピューリッツァー賞受賞。